# Црква Светих арханђела Михаила и Гаврила у Иђошу
Црква Светих арханђела Михаила и Гаврила у Иђошу, месту у општини Кикинда, представља заштићено непокретно културно добро као споменик културе од великог значаја.
Парохијски храм, посвећен Сабору Светог Архангела Михаила, саграђен је на месту где су лежале мошти Светог Рафаила банатског. Садашњи храм освећен је од стране епископа темишварског Петра (Петровића) у време аустријског цара Јосифа II.

## Изглед цркве
Храм је саграђен у барокном класицизму. На западној фасади Цркве Светог арханђела Гаврила и Михаила, забележене су две године значајне за овај храм. 1787. година, када је храм основан и 1863, година када је храм обновљен. Грађена је у познобарокном стилу и у том смислу се сврстава у велику групу сличних богомоља саграђених у 18. веку. На звонику храма налазе се четири звона, а завршен је са снажно развијеном јабуком са лантерном и крстом. Вишеспратни иконостас је урађен 1802. године. Осликао га је Алекса Никифоровић у барокном стилу. 

## Капела у оквиру Цркве
Спомен костурница породице Челекетић, саграђена је 1983. године и дата Црквеној општини иђошкој на трајно власништво. Она је посвећена Светом Првомученику и Архиђакону Стефану, користи се као гробљанска капела и поседује једно звоно.